# Мезенцов Микола Володимирович
Мезенцов Микола Володимирович — російський державний діяч, начальник III відділення, генерал-ад'ютант (1871), з 1877 року один із членів Державної ради.

## Біографія
З 18 років почав служити у гвардії. У 1853–1856 р.р. брав участь в Кримській війні. З 1864 р. був начальником корпусу жандармів, потім товаришем шефа жандармів (1874) та шефом жандармів. У 1876 р. очолив Третє відділення імператорської канцелярії.
4 серпня 1878 року на Мезенцова був здійснений замах на Михайлівській вулиці Санкт-Петербургу, який організували члени нігілістичної організації «Народна Воля». З донесення Олександру II:
|  | Молодий чоловік стрімко кинувся на шефа жандармів та вдарив його ножем у живіт. Підполковник Макаров з криком «тримай, тримай» ударив нападника парасолькою. |

Після нанесення смертельної рани Мезенцову інший народник вистрілив у підполковника Макарова, проте револьвер дав осічку. Революціонери втекли з місця злочину на спеціально підготовлених для цієї акції дрогах.
Генерал-ад'ютант Мезенцов не усвідомив небезпеки від завданої йому рани, бо вона не кровоточила, а тому пішов додому, де незабаром помер.
Через деякий час після смерті шефа жандармів С. М. Степняк-Кравчинський зізнався в газеті «Народна Воля», що саме він вдарив ножем Мезенцова.

## Цікаві факти
- 20 серпня в «Урядовому віснику» було надруковано повідомлення, що після убивства Миколи Володимировича Мезенцова державний уряд буде зі ще більшою суворістю боротися з народництвом[3].